# Dayton Daily News
El Dayton Daily News (DDN) es un diario publicado en Dayton (Ohio). Es propiedad de Cox Enterprises, Inc., un conglomerado global privado con sede en Atlanta (Georgia, Estados Unidos), con aproximadamente 55 000 empleados y 21 000 millones de dólares en ingresos totales. Sus principales subsidiarias operativas son Cox Communications, Cox Automotive y Ohio Newspapers (incluidos los periódicos Dayton Daily News, Springfield News-Sun y Journal-News).

## Sede
El Dayton Daily News tiene su sede en el edificio Manhattan, en el centro de Dayton, en el número 601 de la calle E. Third. Las oficinas editoriales y comerciales del periódico se trasladaron allí en enero de 2022. Durante más de 100 años, las oficinas editoriales y las imprentas del periódico estuvieron ubicadas en el centro de Dayton. De 1999 a 2017, el artículo se imprimió en el Print Technology Center, cerca de la Interestatal 75 en Franklin, a unos 15 minutos al sur. En 2017, la empresa matriz del Dayton Daily News llegó a un acuerdo con Gannett para que el periódico se imprimiera en las instalaciones de Gannett en Indianápolis. Esto resultó en el cierre de las instalaciones de Franklin.
Ohio Newspapers también publica otros dos diarios y sitios web en el suroeste de Ohio: Journal-News (anteriormente The Middletown Journal y Hamilton JournalNews ) y Springfield News-Sun.  Cox First Media publica, igualmente, los periódicos semanales Today's Pulse y Oxford Press, y había publicado varios otros periódicos semanales hasta que CMG Ohio cesó sus operaciones en enero de 2013, incluido The Western Star (Ohio), anteriormente el periódico semanal más antiguo publicado en el estado, Pulse. -Journal (ediciones de Mason-Deerfield Township y West Chester-Liberty Township) y Fairfield Echo.

## Fusión
A finales de 2010, Cox Enterprises fusionó todas sus participaciones de medios locales bajo la marca CMG Ohio y consolidó sus ubicaciones en The Media Center. A principios de 2020, la firma de capital privado Apollo Global Management compró las propiedades de radio y televisión de Cox Enterprises y todas las entidades de medios de Cox Media Group Ohio. En marzo de 2020, Cox Enterprises retomó la propiedad de Ohio Newspapers, que incluía Dayton Daily News, Journal-News, Springfield News-Sun, Dayton.com y marcas digitales relacionadas. Como grupo operan bajo la marca Cox First Media.

## Historia
El 15 de agosto de 1898, James M. Cox compró el Dayton Evening News. Una semana después, el 22 de agosto de 1898, lo rebautizó como Dayton Daily News. En 2023, el Dayton Daily News celebró 125 años de actividad.
El periódico fue fundado con la intención de ser pionero en un nuevo tipo de periodismo, manteniendo vínculos débiles con políticos y anunciantes mientras buscaba la objetividad y la defensa pública como funciones principales. Estos objetivos impulsaron al periódico a valorar el interés público.
El 2 de noviembre de 1913 se lanzó una edición dominical. En 1948, Cox compró dos periódicos matutinos, The Journal y The Herald, de Herrick-Kumler Company. Al año siguiente los combinó para formar The Journal-Herald .
Durante las siguientes cuatro décadas, The Journal-Herald fue el periódico matutino conservador y el Dayton Daily News (que tenía una circulación mayor) fue el periódico vespertino liberal. Los periódicos operaban salas de redacción en pisos separados del mismo edificio en el centro de Dayton. El 15 de septiembre de 1986, The Journal-Herald y el Daily News se fusionaron para convertirse en un periódico matutino, el Dayton Daily News y el Journal-Herald, y ambos nombres aparecieron en la portada. El nombre del Journal-Herald apareció por última vez en la portada del periódico el 31 de diciembre de 1987.
Cox fue el candidato del Partido Demócrata a la presidencia de Estados Unidos en las elecciones de 1920, y desde entonces la ciudad de Dayton ha votado por el candidato demócrata en las elecciones presidenciales. El compañero de fórmula de Cox para vicepresidente fue Franklin Delano Roosevelt, quien fue elegido presidente en 1932.

## Operaciones recientes
El artículo estuvo dirigido por Jeff Bruce como editor de 1998 a 2008. Bruce reemplazó a Max Jennings, quien se retiró. Cuando Bruce se jubiló en 2007, Kevin Riley, de 44 años, graduado de la Universidad de Dayton, fue nombrado editor. Riley pasó la mayor parte de su carrera en el periódico, comenzando como corrector y luego sirviendo como editor de deportes, gerente general de Internet y editor del Springfield News-Sun en Springfield, Ohio. Fue ascendido de editor adjunto.
En 2010, Riley fue nombrado editor del Atlanta Journal-Constitution y la editora de ese periódico, Julia Wallace, bajo cuyo liderazgo el AJC ganó premios Pulitzer en 2006 y 2007, se mudó a Dayton para convertirse en vicepresidenta senior de noticias y programación de CMG Ohio. una nueva sala de redacción combinada de periódico, televisión y radio. Poco después fue nombrada la primera editora y se jubiló en 2016. En 2011, Jana Collier fue ascendida de editora en jefe a editora en jefe de CMG Ohio y fue responsable del contenido y las operaciones de todos los periódicos diarios y semanales. Collier es también la primera mujer en ser editora en jefe de la organización periodística Dayton Cox. En marzo de 2020, Jana Collier fue nombrada editora de la recién formada marca Ohio Newspapers. Tras su jubilación a finales de 2022, Suzanne Klopfenstein fue nombrada nueva editora y asumió su cargo a principios de 2023. Klopfenstein tiene 30 años de experiencia en medios, incluido el cargo de director senior de ventas de Cox First Media. Ashley Bethard se convirtió en editora y directora de contenido en enero de 2022.
El 5 de marzo de 2023, el periódico anunció que, por cuestiones de costos, a partir del 6 de mayo dejaría de producir periódicos impresos los sábados. Los productos digitales, incluido su periódico en línea (con la marca ePaper, disponible en línea o en la aplicación de la empresa), continuarían publicándose los sábados.

## Empleados notables
En 1998, los reporteros Russell Carollo y Jeff Nesmith ganaron el Premio Pulitzer por sus informes sobre fallas peligrosas y mala gestión en el sistema de atención médica militar, una serie muy relevante para sus lectores debido a la presencia de la Base de la Fuerza Aérea Wright-Patterson en el vecino condado de Greene.
Para el periódico trabajan el caricaturista Mike Peters, que dibuja la tira Madre Ganso y Grimm y que ganó el Premio Pulitzer de Caricatura Editorial en 1981; y el columnista Dale Huffman, quien escriibó una columna diaria durante más de ocho años antes de comenzar una pausa el 30 de enero de 2008, después de que le diagnosticaran cáncer de riñón.
Las siguientes personas en algún momento trabajaron o escribieron para el Dayton Daily News:
- Erma Bombeck (en The Journal-Herald)
- Millie Bingham
- Si Burick
- Ritter Collett (en The Journal-Herald)
- Charlotte Reeve Conover
- James M Cox
- Bob Englehart (en The Journal-Herald)
- Clem Hamilton
- Ana Heller
- Marj Heyduck (en The Journal-Herald)
- Dale Huffman
- Hal McCoy
- Jeff Nesmith
- Mike Peters
- Tom Archidiácono
- Juan Scalzi
- Myron Scott
- jon talton
- Jim Zofkie
- Charley Stough III
- Dann Stupp
- Clara Weisenborn (en The Journal-Herald)
- Roz Young (también en The Journal-Herald)

En 1988, el editor del Daily News, Dennis Shere, fue despedido por Cox Newspapers porque rechazó un anuncio de una conferencia sobre salud emitido por grupos homosexuales. Shere citó su «perspectiva cristiana» al negarse a imprimir el anuncio. Posteriormente, la Convención Bautista del Sur aprobó una resolución pidiendo «a todos los medios de comunicación que rechacen la publicidad que promueva la homosexualidad o cualquier otro estilo de vida que sea destructivo para la familia». La resolución decía que Shere fue despedido por su «compromiso de defender los valores familiares y morales tradicionales». La empresa respondió que estaba defendiendo la libertad de expresión para todas las personas, diciendo: «No podemos ceder en la cuestión constitucional de la igualdad de acceso a la prensa».